# Myxogastria
Плазмодіальні слизовики (Myxogastria/Myxogastrea, Myxomycetes — за ботанічною номенклатурою, myxogastrids — за зоологічною номенклатурою) — клас слизовиків (Mycetozoa), вегетативне тіло є плазмодієм — багатоядерною клітиною без жорстких покривів, що розвивається з міксамеб або зооспор. Статеве спороношення — спорокарпи з ендогенними спорами. Відомо близько 900 видів.

## Біохімічні особливості та живлення
Живляться міксоміцети осмотрофно та фаготрофно. В останньому випадку їжею є бактерії, клітини грибів та найпростіші. Захоплення їжі здійснюється псевдоподіями, а її перетравлення — у травних вакуолях. Вирощування міксомікотових на штучних поживних середовищах із глюкозою та без зовнішніх джерел амінокислот свідчить про здатність цих організмів синтезувати лізин, хоча конкретний шлях його біосинтезу залишається нез'ясованим. Продукт асиміляції — це справжній тваринний глікоген.

## Цитологічні особливості
Міксамеби та плазмодії міксомікотових вкриті лише плазмалемою, через що здатні до метаболічних змін форми та активного амебоїдного руху. Локомоторними структурами є тонкі філоподії, у складі яких виявлено скоротливий цитоскелетний білок актин. У деяких видів на поверхні клітин виявлені субмікроскопічні лусочки, що утворюються в пухирцях, похідних від комплексу Гольджі. Спори міксомікотових вкриті клітинними оболонками, основу яких складає целюлоза.
Ядерний апарат типово евкаріотичний. Процес мітозу у міксамеб та зооспор, з одного боку, і плазмодіїв, з іншого, різні. Міксамеби та зооспори одноядерні, мітоз відкритий, центрами організації веретена є центріолі. На стадії багатоядерних плазмодіїв ядерна оболонка або лишається інтактною, або на її полюсах утворюється по одній великій перфорації. Центріолі в плазмодіях участі в утворенні веретена не беруть, натомність всередині ядра, в місцях, що відповідають полюсам веретена виявляються електронно-щільні структури — полярні тіла, які стають центрами організації мікротрубочок. Таким чином, мітоз в плазмодіях або закритий, або напівзакритий, а веретено внутрішньоядерне. Ядерце у міксомікотових на початку мітозу зникає, і відновлюється по його завершенні.
Мітохондрії у плазмодіях численні, і мають трубчасті кристи. Комплекс Гольджі у клітинах наявний.
Джгутикові стадії представлені зооспорами з двома гладкими нерівними джгутиками. Базальні тіла орієнтовані одне до одного під майже прямим кутом. У перехідній зоні розташовується базальна платівка або циліндричне тіло. Цитоскелетна система містить зазвичай п'ять мікротубулярних коренів. Один з цих коренів дуже широкий, він складається з великої кількості мікротрубочок, огортає базальні тіла і простягається в напрямку до заднього кінця клітини. Один із джгутикових коренів пов'язує базальні тіла з ядром, виконуючи тим самим функцію ризопласту (проте такий корінь не виявлений у видів роду Ceratomyxa). Залежно від умов зволоження, зооспори можуть втягувати джгутики і перетворюватись на міксамеби, і навпаки, міксамеби здатні виробляти джгутики і перетворюватись на зооспори.

## Вегетативне тіло
Вегетативне тіло — одноядерні гаплоїдні міксамеби та багатоядерні гетерокаріонтичні плазмодії з диплоїдними ядрами. Плазмодії розвиваються внаслідок багаторазових синхронних поділів ядер, які починаються з поділа ядра однієї міксамеби та внаслідок злиття між собою міксамеб або зооспор.
Плазмодій на 75% складається з води, іншу частину становлять органічні речовини та солі. Для деяких міксомікотових характерна наявність вапна. Плазмодії також містять пігменти, які надають їм різноманітне забарвлення — від жовтого та білого до рожевого та червоного.
Плазмодії здатні до активного руху за допомогою псевдоподій. Їм властиві різні таксиси — позитивні гідро- та трофотаксис, негативний фототаксис. Плазмодії у вегетативному стані мешкають у темних вологих місцях, багатих розчинною органічною речовиною або об'єктами фаготрофного живлення. За морфологією плазмодії поділяються на прото-, афано- або фанероплазмодії. У деяких видів плазмодій мікроскопічний, у деяких може рости необмежено і, як правило, досягає розміру сантиметрів та десятків сантиметрів, іноді метрів.

## Розмноження та життєвий цикл
Міксамеби та зооспори здатні розмножуватись вегетативним поділом надвоє. При цьому зооспори перед поділом втягують джгутики, і перетворюються на міксамеб.
Плазмодії, які являють собою спорофіти, утворюють гаплоїдні спори, які розвиваються ендогенно в плодових тілах — спорокарпах. Переходячи в стадію спороношення плазмодії припиняють живитись. Їх позитивний гідротаксис та негативний фототаксис змінюється на протилежні. Як наслідок, плазмодії виповзають на світлі сухі ділянки, і починають перетворюватись на спорокарпи.
Нижня частина плазмодію дає початок стерильній основі спорокарпу — плівчастому або сітчастому гіпоталюсу (підшарку). На ньому розвивається спороносна частина спорокарпу, яка вкривається хрящуватою оболонкою — перидієм. Він складається з ущільненого слизу та мікрофібрили целюлози. Цитоплазма плазмодію на початку спороутворення вакуолізується і розпадається на фрагменти з поодинокими диплоїдними ядрами. Вміст вакуолей частково кристалізується та випадає в осад, утворюючи капіліцій — систему ниток, здатних до гігроскопічних рухів. Кожне диплоїдне ядро редукційно ділиться, утворюючи чотрири гаплоїдних ядра. Три з них дегенерують, а четверте перетворюється на ядро спори. Цитоплазма навколо нього ущільнюється і розвивається целюлозна оболонка зі специфічною орнаментацію.
Спорокарпи поділяють на три основні типи: плазмодіокарпи, спорангії та еталії. Плазмодіокарпи мають неправильну, розгалужену або сітчасту форму, і нагадують плазмодії, вкриті перидієм.
Спорангії характеризуються формою, сталою для певного виду, і обов'язково мають більш-менш округлу спороносну головку. Спорангії можуть бути сидячими або розташовуватись на ніжках-стебельцях. Ніжка може утворюватись або зі спороносної частини плазмодію як продовження перидію (субгіпоталічний спосіб), або зі стерильного гіпоталюса і заходити у спороносну частину спорангію, утворюючи колонку (колумелу) — епігіпоталічний спосіб.
Якщо кілька спорангіїв з'єднуються між собою боками, зберігаючи при цьому власні перегородки, то такі скупчення спорангіїв інколи називають псевдоеталіями.
Справжні еталії являють собою групи спорангіїв, які зливаються у велике сидяче переважно сферичне або напівсферичне плодове тіло, вкрите загальним покривом — кортексом. Залишки перидію окремих спорангіїв, що злилися, зберігаються в еталіях у вигляді псевдокапіліцію. Псевдокапіліцій, на відміну від капіліцію, не здатний до гігроскопічних рухів, і, таким чином, не бере безпосередньої участі у розсіюванні спор, а лише надає еталіям додаткової механічної міцності.
Після руйнування перидію або кортексу спори висіваються зі спорокарпів і проростають гаплоїдними міксамебами або зооспорами. Через кілька годин вони виділяють назовні т.зв. фактор статевої зрілості — речовину з гормональною дією, яка ініціює початок статевого процесу. Міксамеби та зооспори різних статевих знаків попарно копулюють, утворюючи диплоїдну зиготу. Її ядро незабаром починає мітотично ділитися, даючи початок новому плазмодію. Молоді плазмодії здатні зливатись один з одним, утворюючи гетерокаріонтичні плазмодії.
В деяких випадках міксамеби можуть проростати у плазмодії апоміктично — без копуляції з іншими одноядерними індивідами. В таких випадках внаслідок ендомітозу гаплоїдне ядро міксамеби диплоїдизується, і далі ділиться звичайним мітотичним способом, утворюючи диплоїдний плазмодій.
Таким чином, у життєвому циклі слизовиків чергується стадія гаплоїдних одноядерних (зрідка — багатоядерних) міксамеб чи похідних від них зооспор, які при цьому виконують функцію гамет, та диплоїдних спорофітів — плазмодіїв. Тобто життєвий цикл міксомікотових є диплогаплофазним, зі споричною редукцією, гетероморфною зміною поколінь і без стадії дикаріонів.
При несприятливих умовах міксомікотові здатні утворювати спочиваючі стадії. Зокрема, поодинокі міксамеби можуть вкриватись оболонкою і перетворюватись на сферичні мікроцисти, що проростають зооспорами. Плазмодії здатні розпадатися на окремі багатоядерні фрагменти, які вкриваються оболонкою і перетворюються на макроцисти (сферули). Фанероплазмодії здатні цілком вкриватись оболонкою із галактозамінів і перетворюватись на спочиваючі інцистовані плазмодії — склероції.

## Екологічні особливості
Слизовики поширені на рослинних, рідше на тваринних залишках, на екскрементах тварин, на базидіальних грибах, на мохах, лишайниках, на корі живих дерев та чагарників, на травах, в ґрунті.

## Різноманіття
Станом на 2008 рік було відомо близько 900 видів, об'єднаних у 5 рядів та 14 родин. 
Зокрема, в Україні поширені види Physarum polycephalum, лікогала надеревна і фуліго жовтий.